# بوبي غيب
بوبي غيب (بالإنجليزية: Bobbi Gibb)‏ هي عداءة مراثونية أمريكية، ولدت في 2 نوفمبر 1942 في وينتشتر ‏ في الولايات المتحدة.

## وصلات خارجية
- الموقع الرسمي